# Trachycrusus lescheni
Trachycrusus lescheni is een keversoort uit de familie Hybosoridae. De wetenschappelijke naam van de soort is voor het eerst geldig gepubliceerd in 1995 door Howden & Gill.